# Larry Eugene Jones
Larry Eugene Jones (* 16. März 1940 in El Dorado) ist ein US-amerikanischer Historiker.

## Ausbildung und Wirken
Nach dem Studium der Geschichte, das er 1970 mit dem Erwerb des Ph.D. an der University of Wisconsin abschloss, übernahm er eine Stelle als Assistant Professor für Modern European History am Canisius College in Buffalo, New York. Sein Forschungsschwerpunkt ist die deutsche Geschichte der Zwischenkriegszeit und die Geschichte des deutschen Konservativismus und Liberalismus.

## Schriften (Auswahl)

### Als Autor
- „The Dying Middle“. Weimar Germany and the Failure of Bourgeois Unity, 1924–1930. 1970 (Madison WI, Universität, Dissertation, 1970).
- Gustav Stresemann and the Crisis of German Liberalism. In: European History Quarterly. Bd. 4, Nr. 2, 1974, ISSN 0265-6914, S. 141–163, doi:10.1177/026569147400400203.
- Between the Fronts. The German National Union of Commercial Employees from 1928 to 1933. In: The Journal of Modern History. Bd. 48, Nr. 3, 1976, ISSN 0022-2801, S. 462–482, JSTOR:1878748.
- Sammlung oder Zersplitterung? Die Bestrebungen zur Bildung einer neuen Mittelpartei in der Endphase der Weimarer Republik 1930–1933. In: Vierteljahrshefte für Zeitgeschichte. Bd. 25, Nr. 3, 1977, S. 265–304 (Digitalisat (PDF; 7,14 MB)).
- Adam Stegerwald und die Krise des deutschen Parteiensystems. Ein Beitrag zur Deutung des „Essener Programms“ vom November 1920. In: Vierteljahrshefte für Zeitgeschichte. Bd. 27, Nr. 1, 1979, S. 1–29 (Digitalisat (PDF; 7,65 MB)).
- Inflation, Revaluation, and the Crisis of Middle-Class Politics. A Study in the Dissolution of the German Party System, 1923–28. In: Central European History. Bd. 12, Nr. 2, 1979, ISSN 0008-9389, S. 143–168, JSTOR:4545863.
- Gustav Stresemann und die Krise des deutschen Liberalismus. In: Wolfgang Michalka, Marshall M. Lee (Hrsg.): Gustav Stresemann (= Wege der Forschung. Bd. 539). Wissenschaftliche Buchgesellschaft, Darmstadt 1982, ISBN 3-534-07735-0, S. 276–303.
- Crisis and Realignment. Agrarian Splinter Parties in the Late Weimar Republic, 1928-1933. In: Robert G. Moeller (Hrsg.): Peasants and Lords in Modern Germany. Recent Studies in Agricultural History. Allen & Unwin, Boston MA u. a. 1986, ISBN 0-04-943037-8, S. 198–232.
- Edgar Julius Jung: The Conservative Revolution in Theory and Practice. In: Central European History. Bd. 21, Nr. 2, 1988, S. 142–174, JSTOR:4546116.
- German Liberalism and the Dissolution of the Weimar Party System. 1918–1933. University of North Carolina Press, Chapel Hill NC u. a. 1989, ISBN 0-8078-1764-3.
- German Liberalism and the Alienation of the Younger Generation in the Weimar Republic. In: Konrad H. Jarausch, Larry Eugene Jones (Hrsg.): In Search of a Liberal Germany. Studies in the History of German Liberalism from 1789 to Present. Berg, New York NY u. a. 1990, ISBN 0-85496-614-5, S. 287–321.
- „The Greatest Stupidity of My Life“. Alfred Hugenberg and the Formation of the Hitler Cabinet, January 1933. In: Journal of Contemporary History. Bd. 27, Nr. 1, 1992, ISSN 0022-0094, S. 63–87, JSTOR:260779.
- The Limits of Collaboration. Edgar Jung, Herbert von Bose, and the Origins of the Conservative Resistance to Hitler, 1933–34. In: Larry Eugene Jones, James Retallack (Hrsg.): Between Reform, Reaction, and Resistance. Studies in the History of German Conservatism from 1789 to 1945. Berg, Providence RI u. a. 1993, ISBN 0-85496-787-7, S. 465–501.
- Catholic Conservatives in the Weimar Republic. The Politics of the Rhenish Westphalian Aristocracy, 1918–1933. In: German History. Bd. 18, Nr. 1, 2000, ISSN 0266-3554, S. 60–85, doi:10.1093/026635500669770332 (zurzeit nicht erreichbar).
- Nationalists, Nazis, and the Assault against Weimar: Revisiting the Harzburg Rally of October 1931. In: German Studies Review. Bd. 29, Nr. 3, 2006, ISSN 0149-7952, S. 483–494, JSTOR:27668122.
- Franz von Papen, the German Center Party, and the Failure of Catholic Conservatism in der Weimar Republic. In: Central European History. Bd. 38, Nr. 2, 2005, S. 191–217, JSTOR:4547531.
- Catholics on the Right. The Reich Catholic Committee of the German National People's Party, 1920–1933. In: Historisches Jahrbuch. 126, 2006, S. 221–267.

### Als Herausgeber
- mit Konrad H. Jarausch: In Search of a Liberal Germany. Studies in the History of German Liberalism from 1789 to Present. Berg, New York NY u. a. 1990, ISBN 0-85496-614-5.
- mit James Retallack: Elections, Mass Politics, and Social Change in Modern Germany. New Perspectives. Cambridge University Press, Cambridge u. a. 1992, ISBN 0-521-42912-9.
- mit James Retallack: Between Reform, Reaction and Resistance. Studies in the History of German Conservatism from 1789 to 1945. Berg, Providence RI u. a. 1993, ISBN 0-85496-787-7.
- Crossing Boundaries. The Exclusion and Inclusion of Minorities in Germany and the United States. Berghahn, New York NY u. a. 2001, ISBN 1-57181-285-7.
- mit Wolfram Pyta: „Ich bin der letzte Preuße“. Der politische Lebensweg des konservativen Politikers Kuno Graf von Westarp (1864–1945) (= Stuttgarter historische Forschungen. Bd. 3). Böhlau, Köln u. a. 2006, ISBN 3-412-26805-4.
- The German Right in the Weimar Republic. Studies in the History of German Conservatism, Nationalism, and Antisemitism. Berghahn, New York 2014, ISBN 978-1-78238-352-9 (Hardback), ISBN 978-1-78533-201-2 (Paperback), ISBN 978-1-78238-353-6 (E-Book) (online).